# Quinta Montes Molina
La Quinta Montes Molina es una mansión de arquitectura ecléctica con tendencia neoclásica europea edificada a principios del siglo XX durante el porfiriato mexicano ubicada en la avenida Paseo de Montejo, en Mérida, Yucatán. Actualmente funciona como una casa museo y es una de las edificaciones de estilo europeo más representativas de la zona junto a otras casonas como el Palacio Cantón y las Casas Gemelas.

## Historia
Al igual que otras construcciones cercanas, esta mansión, antiguamente llamada Villa Beatriz, es un símbolo del gran desarrollo económico que se vivió durante la industria henequenera de Yucatán en el transcurso del siglo XX. La quinta fue mandada a construir por el acaudalado hombre de negocios don Aurelio Portuondo y Barceló, originario de La Habana, Cuba. En la obra estuvieron involucrados algunos de los mismos arquitectos e ingenieros de origen europeo responsables de la construcción del Teatro Peón Contreras en el centro histórico de Mérida. En 1915 y debido a la inestable situación económica fruto de la Revolución Mexicana, don Aurelio optó por poner en venta la mansión, misma que fue adquirida por la familia de don Avelino Montes Linaje, otro acaudalado empresario originario de Santander, España. Mientras el señor Avelino trabajaba con don Olegario Molina (Gobernador de Yucatán en el período de 1902 a 1906), se casó con su hija, María Molina Figueroa, y con ella tuvo 7 hijos Olegario, Alberto, Obdulia, Fernando, Josefina, Carmen y Avelino. A la muerte de don Avelino en 1956, su hija Josefina heredó la propiedad procurando siempre mantener la casa en el mismo estado en que le fue otorgada. En 1982 la mansión fue declarada monumento histórico y alrededor del año 2006 fue convertida en un museo bajo el nombre de Casa Museo Montes Molina.

## Galería

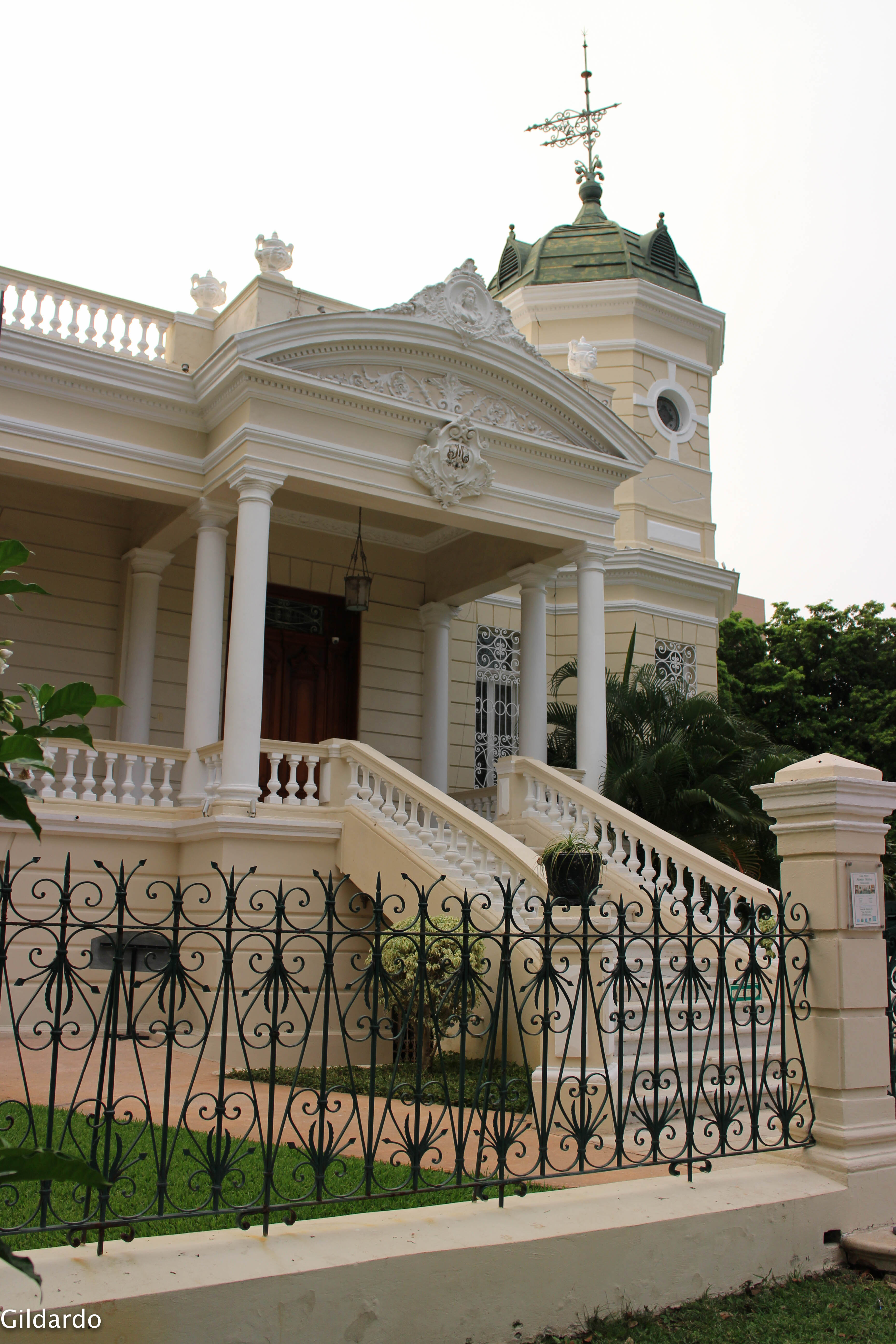
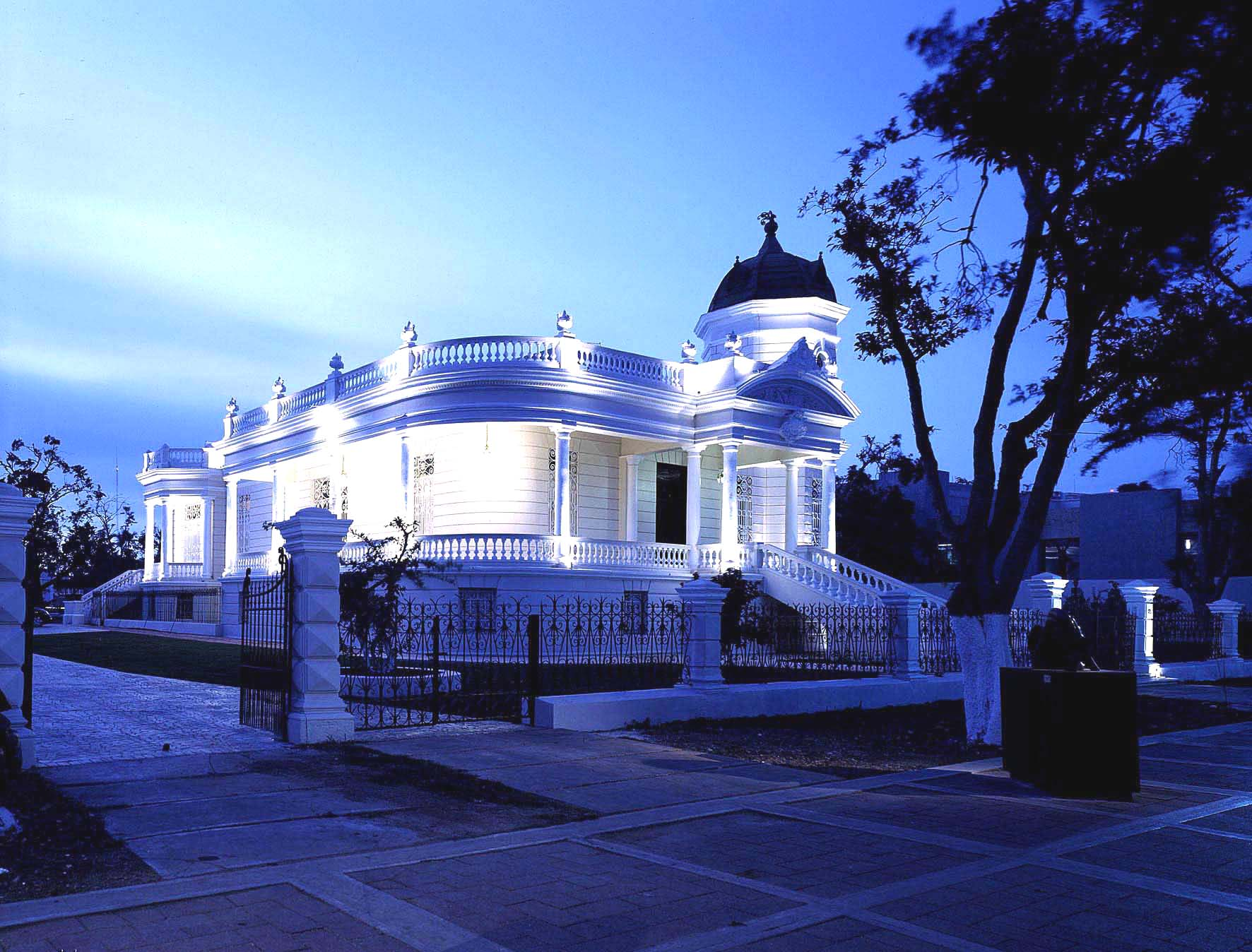